# ブライアン・オドリスコル
ブライアン・オドリスコル(Brian Gerard O'Driscoll、1979年1月21日 - )は、アイルランド出身の元ラグビーユニオン選手。ポジションは主にアウトサイドセンター。アイルランド代表として133キャップを持つ。現在は解説者、評論家として活動している。

## プロフィール
- テストマッチ通算141キャップ(アイルランド代表として133キャップ、ブリティッシュ・アンド・アイリッシュ・ライオンズのメンバーとして8キャップ)。
- シックスネーションズ最多トライ記録(26)。
- 2016年にワールドラグビー殿堂入り。